# Gunter Hampel

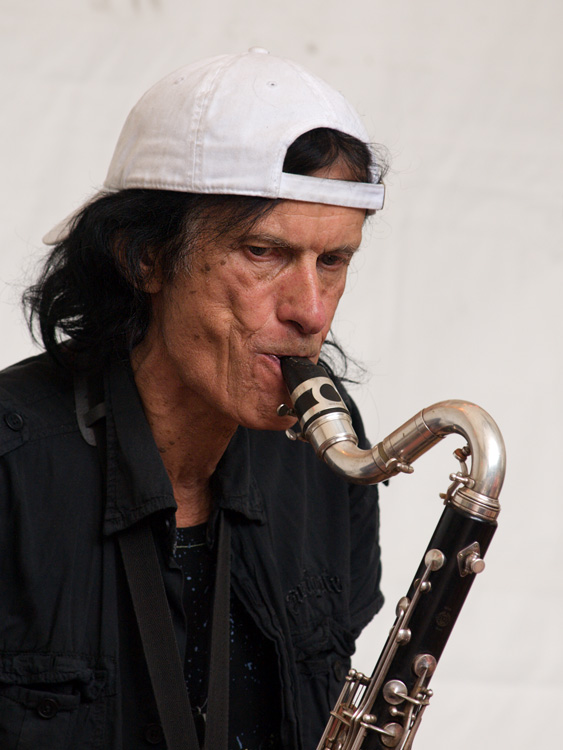
Gunter Hampel tijdens het Offside Festival Geldern, 2008

Gunter Hampel {Göttingen, 31 augustus 1937) is een Duitse jazz-vibrafonist, -klarinettist, -fluitist, -pianist en -componist.
Hampel leerde vanaf zijn vierde piano spelen. Aan het eind van de oorlog kwam hij dankzij de Amerikaanse soldaten in aanraking met jazz, waarbij hij vooral onder de indruk was van Louis Armstrong. In 1953 vormde hij zijn eerste groep, die allerlei jazzstijlen speelde. In 1958 werd hij een professionele muzikant en toerde hij met Toto Blanke en, later, Werner Lüdi. In 1964 richtte hij het Heartplants Quintet op, waarin Manfred Schoof, Alexander von Schlippenbach, Buschi Niebergall en de Nederlandse drummer Pierre Courbois speelden. De groep kwam met het goed ontvangen album "Heartplants" en toerde door de hele wereld. In 1966 kwam Hampel met het album Music From Europe, waarop de Nederlandse jazzmusici Willem Breuker, Courbois en Piet Veening meespeelden. Hampel werkte in die jaren veel samen met Europese musici (zoals John McLaughlin, Arjen Gorter en Willem van Manen), maar in toenemende mate ook met Amerikanen, zoals Marion Brown, Anthony Braxton en jazzzangeres Jeanne Lee, die zijn vrouw werd. Het album The 8th of July (1969) verenigde op overtuigende wijze free jazz uit Amerika en Europa. De plaat kwam uit op het door Hampel in 1969 opgerichte label Birth Records. Op dit label heeft Hampel meer dan vijftig platen met zijn muziek uitgebracht.
In 1969 ging Hampel in New York wonen. Hij richtte er de Galaxy Dream Band op, met onder meer Lee en klarinettist Perry Robinson. De band zou bijna dertig jaar actief zijn. Naast optredens met zijn Galaxy Dream band gaf Hampel ook solo- en duoconcerten (met Lee, Brown en ook wel Boulou Ferrê). Hij werkte mee aan het project The Cocoon, de Jazzkantine en de oprichting van het jazz-hiphop-project Next Generation. Aan het laatste project namen onder meer Christian Weidner en Rapper Smudo deel. In het New York Trio speelde hij samen met Robinson en Lou Grassi. Hij werkte met Johannes Schleiermacher en Bernd Oezsevim. In 2001 kwam hij met het Gunter Hampel Music + dance Improvisation Company.
Hampel schreef filmmuziek en muziek voor de theaterproductie Sid and Nancy van Ben Becker. Ook speelde hij mee op eerste uitvoeringen van werken van Hans Werner Henzes, Krzysztof Penderecki en Don Cherry.
Voor zijn werk kreeg Hampel onder meer de Niedersächsische Staatspreis en het Bundesverdienstkreuz am Bande.

## Discografie (selectie)
- Heartplants, 1964
- Music From Europe, 1966
- the 8th of July, 1969
- Cosmic Dancer, Birth, 1975
- All the Things You Could Be If Charles Mingus Was Your Daddy, Birth, 1980
- Jubilation, Birth, 1983
- Fresh Heat: Live at sweet Basil, Birth, 1985
- Time is Now, Birth, 1992
- Dialog, Birth, 1992
- Legendary, Birth, 1998